# Pic de Cestrède
Pour les articles homonymes, voir Cestrède (homonymie).
Le pic de Cestrède est un sommet des Pyrénées françaises qui culmine à 2 947 m d'altitude, dans le massif d'Ardiden. Il s'agit du second plus haut sommet de la vallée de Cestrède après le Malh Arrouy.

## Toponymie
Une cestrède, en gascon, est l'endroit où pousse l'Achillée millefeuille (Achillea millefolium).

## Géographie

### Situation

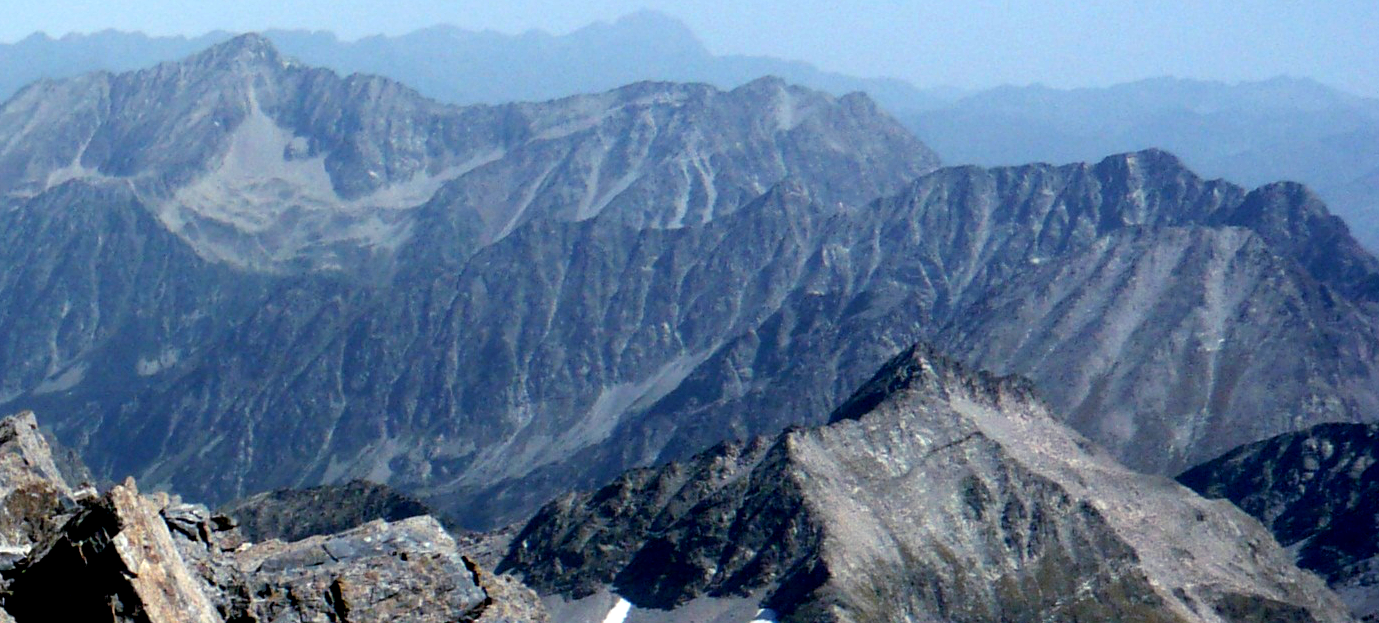
Massif de l'Ardiden en arrière-plan, depuis le Vignemale : pic de Cestrède (droite), pic de Chanchou et pic de Barbe de Bouc (centre) et pic d'Ardiden (gauche).

Il est situé dans le département des Hautes-Pyrénées et surplombe la vallée de Lutour. On peut l'apercevoir depuis la ville de Cauterets. Son accès se fait par le nord. Sa hauteur de culminance est de 243 m.
Le pic de Cestrède est entouré par quatre vallons : 
- le cirque de Culaus au nord-ouest, où se trouve le refuge Russell (non gardé) ;
- le ravin du Lac Noir au nord-est ; avec le lac Noir (2 330 m) et le lac du Col de Culaus (2 294 m) au pied des falaises nord du pic, et le lac d'Antarrouyes (2 009 m) plus à l'est ;
- la vallée de Cestrède à l'est, avec le lac de Cestrède (1 962 m) et un laquet, le lacot d'Era Oule (2 296 m).
- le vallon de Hount-Hérède au sud-ouest ; avec le lac de Hount Hérède (2 079 m) et le col de Hount Hérède (2 704 m).

### Topographie

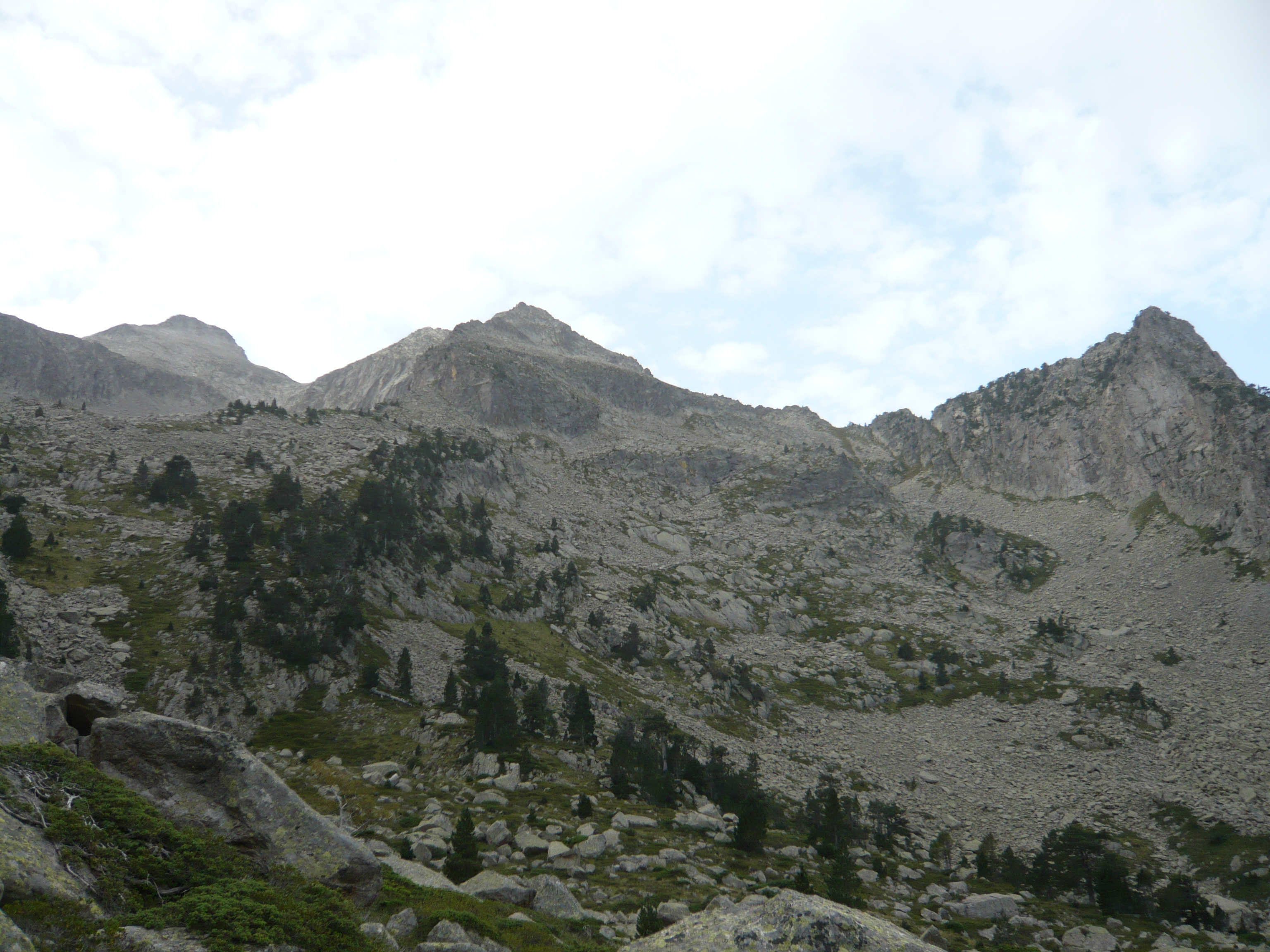
La crête de Culaus et le soum det Guingays (à droite).

Le pic de Cestrède est le point culminant de la crête de Culaus. Cette crête s'étend sur plus de deux kilomètres, depuis le soum det Guingays (2 451 m) à l'ouest, jusqu'à la pointe de Cestrède (2 918 m) au sud.
Ce pic présente une face sud particulièrement raide, offrant des falaises d'environ 400 mètres de haut. L'arête est entre le pic du Lac Noir et le sommet est abrupte.

### Géologie
Le massif d'Ardiden est un massif granitique.

## Voies d'accès
Il existe deux voies d'accès principales :
- par la Fruitière (vallée de Lutour), 1 600 m de dénivelé : cet itinéraire consiste à remonter le cirque de Culaus depuis la vallée de Lutour pour atteindre le col de Culaus (2 565 m). Il faut alors remonter au sud la longue arête granitique pour rejoindre la crête de Culaus au niveau du soum de Culaus (2 861 m). Depuis le soum de Culaus, l'itinéraire continue la crête de Culaus vers l'ouest, jusqu'au sommet. Il faut rester sur le versant Nord de la crête, qui oppose des passages d'escalade facile (I+) mais aériens. Il est possible de raccourcir légèrement l'ascension en dormant au refuge Russell dans le cirque de Culaus ;
- par le ravin du Lac Noir, 1 400 m de dénivelé : depuis les granges de Bué, il faut suivre le chemin du lac d'Antarrouyes, à l'entrée du ravin du Lac Noir qu'il faut remonter jusqu'au col de Culaus où l'itinéraire rejoint celui décrit précédemment.

Le pic de Cestrède est un sommet peu fréquenté.